# Årets børneby
Årets Børneby er en selvejende institution, der blev etableret i 1988, og som hvert efterår kårer de tre bedste børnebyer. Kåringen kan høres på Nordjyllands Radio. Vinderen får 30.000 kr, 2. pladsen 15.000 kr og 3. pladsen 10.000 kr. 
Institutionen Årets Børneby får tilskud fra Nordjyllands Amts social – og psykiatriudvalg, derudover sponsoreres institutionen af private virksomheder.
Hvert år annoncerer Nordjyllands Amt og DR/Nordjyllands Radio efter kandidater til Årets Børneby, alle borgere i regionen, kan sende et begrundet forslag til, hvem en kandidat kunne være, bestyrelsen udvælger herefter 5 kandidater, som aflægges et besøg. Bestyrelsen vælger herefter, hvem der får 1. – 2. og 3. pladsen.

## Vindere
- 2003 Blære.[1]
- 2004 ukendt
- 2005 Hundelev.[2]
- 2006 Poulstrup[3]